# Hede
Hede ( PRONÚNCIA) é uma localidade sueca situada na província histórica de Härjedalen. Tem cerca de 833 habitantes (2018), e pertence à comuna de Härjedalen.

Localizada a 70 km a noroeste de Sveg, é atravessada pelo rio Ljusnan e pela estrada nacional 84.

 
A 20 km de Hede fica a montanha Sonfjället, na qual está localizado um parque nacional, conhecido por ser o sítio da Suécia onde existem mais ursos por quilômetro quadrado.

## Comunicações
- Estrada nacional 84